# Drosophila leontia
Drosophila leontia este o specie de muște din genul Drosophila, familia Drosophilidae, descrisă de Tsacas și David în anul 1978.
Este endemică în Singapore. Conform Catalogue of Life specia Drosophila leontia nu are subspecii cunoscute.